# Åsa Scherdin-Lambert
Åsa Scherdin-Lambert, född den 13 november 1932 i Stockholm, död 21 februari 2024 i Paris, var en svensk konstnär och översättare.
Scherdin föddes som dotter till hovrättsrådet Bengt Alexander Scherdin och filosofie kandidat Elin Berg. År 1958 ingick hon äktenskap med den franske författaren Jean-Clarence Lambert. Hon avlade filosofisk ämbetsexamen 1957 och arbetade tidvis som språklärare och översättare. Hon studerade vid Konstfackskolan i Stockholm 1957–1958 och en kortare tid för Asmund Arle och Arne Jones vid Konsthögskolan samt under ett flertal besök till Paris där hon slutligen bosatte sig 1964. 
Hon inledde sin konstnärskarriär som bildkonstnär men kom efterhand att övergå till skulptur. Hon debuterade med en separatutställning med akvareller och oljemålningar på Själevads folkhögskola i Västerbotten 1951. Denna följdes av utställningar med skulptural konst i Rom 1957 och på bland annat Salon de la Jeune Sculpture i Paris 1959–1960 samt i en utställning med svenska konstnärer i Passy 1961 och på Liljevalchs Stockholmssalonger. Efter att ha övergått till skulptur arbetade hon först med realistiska porträtt och figurmotiv som med tiden  blev till mer abstrakta kompositioner. 
Som fotograf illustrerade hon sin mans bok Les Poésies Mexicaines (1961) samt medverkat med fotografier i ett flertal tidskrifter. Som översättare är hon mest känd för sina tolkningar av franska surrealister i antologin Vithåriga revolvrar (1966), i samarbete med Artur Lundkvist.